# Hensley Meulens
Hensley Filemon Acasio Meulens (né le 23 juin 1967 à Willemstad, Curaçao, Antilles néerlandaises) est depuis 2010 l'entraîneur des frappeurs des Giants de San Francisco de la Ligue majeure de baseball.

## Carrière de joueur

### Ligue majeure de baseball
Hensley Meulens, un joueur de champ extérieur, évolue dans la Ligue majeure de baseball pour les Yankees de New York (1989-1993), les Expos de Montréal (1997) et les Diamondbacks de l'Arizona (1998). Il est le premier joueur de baseball des ligues majeures à être natif de Curaçao.

### Japon et Corée
Il joue pour les Chiba Lotte Marines (1994) et les Yakult Swallows (1995-1996) de la NPB, au Japon. En 2000, il s'aligne avec les SK Wyverns de l'Organisation coréenne de baseball en Corée du Sud.

### Mexique
Meulens joue pour les Saraperos de Saltillo (2000-2001) et les Pericos de Puebla (2002) en Ligue mexicaine de baseball.

### Jeux olympiques
Il participe aux Jeux olympiques d'été de 2000 à Sydney, Australie, avec l'Équipe des Pays-Bas de baseball. Joueur en 2000, il fait partie des sélections olympiques de ce pays comme instructeur en 2004 à Athènes et 2008 à Beijing.

## Carrière d'instructeur
Il est instructeur des frappeurs pour les Indians d'Indianapolis, un club-école des Pirates de Pittsburgh, de 2005 à 2008.
Il devient entraîneur des frappeurs chez les Giants de San Francisco en 2010. Il fait partie du personnel des Giants lors de leur conquête de la Série mondiale 2010.

## Vie personnelle
Meulens parle cinq langues : papiamento, néerlandais, anglais, espagnol, japonais.